# Courdemanche (Sarthe)
Courdemanche település Franciaországban, Sarthe megyében. Lakosainak száma 614 fő (2022. január 1.). Courdemanche Montreuil-le-Henri, Saint-Pierre-du-Lorouër, Saint-Vincent-du-Lorouër, Le Grand-Lucé, Lhomme, Saint-Georges-de-la-Couée és Loir en Vallée községekkel határos.

## Népesség
A település népességének változása:
| Lakosok száma | 629  | 616  | 621  | 609  | 610  | 611  | 609  | 608  | 614  |
|               | 2013 | 2015 | 2016 | 2017 | 2018 | 2019 | 2020 | 2021 | 2022 |